# Romances del ruido
Romances del ruido es el nombre del segundo álbum recopilatorio como productores del dúo Baby Rasta & Gringo. Fue lanzado en 2000 bajo Flow Music y B-G Productions.
Es la primera edición de la serie del mismo título, dos años después se lanzaría la segunda parte de esta. Se trata de un álbum de varios artistas donde fueron partícipes artistas como Don Chezina, Alberto Stylee, Frankie Boy, Falo, entre otros.

## Lista de canciones
| N.º   | Título                                  | Duración |  |
| 1.    | «Cierra Los Ojos» (Baby Rasta & Gringo) | 4:49     |  |
| 2.    | «Mi vida para ti» (Nottyplay)           | 3:50     |  |
| 3.    | «Necesito de tu calor» (Alberto Stylee) | 2:59     |  |
| 4.    | «Decirte unas cosas» (Frankie Boy)      | 2:58     |  |
| 5.    | «Piensa» (Bebe)                         | 3:16     |  |
| 6.    | «La noche paso» (Don Chezina)           | 2:32     |  |
| 7.    | «Todo terminó» (Toby & Wilo)            | 4:38     |  |
| 8.    | «Eres tu» (Las Guanábanas)              | 2:56     |  |
| 9.    | «Realidad» (Falo, Baby Rasta & Gringo)  | 3:38     |  |
| 10.   | «Búscame al caer al sol» (Baby Shabba)  | 3:14     |  |
| 11.   | «Mi Nena» (Baby Rasta & Gringo)         | 4:39     |  |
| 12.   | «El final del '90» (Javi The Kid)       | 2:54     |  |
| 13.   | «Danzen y bailen» (Maicol & Manuel)     | 3:21     |  |
| 14.   | «No siento nada» (Rey Pirin)            | 3:36     |  |
| 50:45 |                                         |          |  |